# Histoire des populations et variation linguistique dans les Pyrénées de l'Ouest
Le projet de recherche Histoire des populations et variation linguistique dans les Pyrénées de l'ouest ou HIPVAL consistait dès 2005 à rechercher, durant la période du peuplement indo-européen et la néolithisation dans les territoires ibéro-aquitains, quelles sont les correspondances entre les populations et les variations dialectales de leuskara' ainsi que la chronologie de ces divergences. Sont examinés les polymorphismes classiques et ceux des chromosome Y et de l'ADN mitochondrial chez les populations basques. Ces dernières doivent avoir des ancêtres directs basques. Le projet se base aussi sur les dialectes du basque et les langues romanes.
Le territoire des populations étudiées se situe au Pays basque mais aussi en Bigorre, en Aragon, en Cantabrie à l'ouest, et depuis la Chalosse, en Iparralde, jusqu'à la Rioja et la province de Burgos.
Ce projet était coordonné par Bernard Oyharçabal à Bayonne pour le centre IKER spécialisé dans l’étude de la langue et des textes basques. C'est une Unité Mixte de Recherche, membre du Centre national de la recherche scientifique (CNRS).
L'équipe était formée de généticiens (Benoît Arveiler, David Comas, Stéphane Panserat et Lluis Quitana-Murci), d'anthropologues (Pierre Darlu, Frédéric Bauduer et Neskuts Izagirre) et de linguistes (Ricardo Etxepare, Estibalitz Montoya, Bernard Oyharçabal, Jasone Salaberria, David Basterot et Tristan Carrere).
La publication des résultats ont eu lieu au printemps 2012.